# Wendy Wu
Wendy Wu: Homecoming Warrior er en Disney Channel Original Movie fra 2006, med  Brenda Song og Shin Koyamada. Koyamada spiller en kinesisk munk som besøger hovedpersonen, en amerikansk teenager spillet af Song, med budskabet om at Wu er reinkarnationen af en stærk kvindelig kriger, og den eneste person som kan forhindre en gammel ond ånd i at ødelægge verden.
Filmen blev set af mere end 5,7 millioner seere på sin premiereaften hvilket gjorde Wendy Wu: Homecoming Warrior til den femtemest sete DCOM. Den fik også den bedste rating i Disney Channel Japans historie. Filmen slog herudover også rekord i USA og Europa og gjorde Disney Channel til den højest-ratede børnetv-kanal i Europa.
Filmen blev næsten udelukkende optaget i Auckland, New Zealand.

## Fodnoter
1. ↑  What to watch this weekend. USATODAY.com by critic Robert Bianco. Retrieved 2006-06-16.
2. ↑  Stacy Jenel Smith. Rising Star: Brenda Song Shows Off Chops in 'Wendy Wu' Arkiveret 13. november 2007 hos  Wayback Machine Netscape Celebrity. Accessed 2007-09-08.
3. ↑  R. Thomas Umstead (22. januar 2007). "Disney Movie Skips to Another Record". Hentet 2007-09-22.
4. ↑  Jacques Steinberg (15. juni 2006). "Brenda Song Turns Warrior in Disney's 'Wendy Wu'". The New York Times. Hentet 2007-05-09.
5. ↑  "Live-Action Fare Gives Disney Channel U.K. a Boost". Arkiveret fra originalen 23. december 2008. Hentet 26. april 2016.

| Foregående: Cow Belles | Disney Channel Original Movies Der er Kendt i Danmark | Efterfølgende: The Cheetah Girls 2 |

## Eksterne Henvisninger
- Wendy Wu på Internet Movie Database (engelsk)
- Wendy Wu på AlloCiné (fransk)
- Wendy Wu på MovieMeter (nederlandsk)
- Wendy Wu på The Movie Database (engelsk)
- Wendy Wu på Rotten Tomatoes (engelsk)
- Wendy Wu på Metacritic (engelsk)
- Wendy Wu på Netflix (engelsk)